# Jewgienija Gurwicz
Jewgienija Borisowna Gurwicz, ros. Евгения Борисовна Гурвич (ur. 12 sierpnia 1905 w Rydze, zm. około 1977) – rosyjska antropozofka emigracyjna, działaczka kulturalna, pisarka.
Od 1916 r. do 1921 r. mieszkała w Piotrogradzie, po czym wyjechała z Rosji. Mieszkała w Berlinie, Gdańsku, Warszawie, Paryżu, a następnie ponownie Berlinie, gdzie była członkiem rosyjskiej grupy antropozoficznej. Tłumaczyła na język rosyjski prace niemieckich antropozofów. W 1935 r. przeniosła się do Londynu. W 1946 r. utworzyła tam grupę antropozoficzną. Jednocześnie działała w Klubie Puszkińskim, propagując rosyjską kulturę i sztukę. Prowadziła wykłady i odczyty. Była autorką książki pt. „Władimir Sołowjow i Rudolf Sztejner”.